# Wallace și Gromit: Răzbunare împănată
Wallace și Gromit: Răzbunare împănată (titlu original: în engleză Wallace & Gromit: Vengeance Most Fowl) este un film de animație și comedie din anul 2024 produs de studioul Aardman Animations și BBC. Este regizat de Nick Park și Merlin Crossingham, Vocile sunt asigurate de Ben Whitehead, Peter Kay, Lauren Patel și Reece Shearsmith.